# Isabel Andreu de Aguilar
Isabel Andreu Blanco (conocida también como Isabel Andreu de Aguilar, Fajardo, 15 de noviembre de 1887-7 de abril de 1948) fue una escritora, educadora, sufragista y activista puertorriqueña por los derechos de las mujeres. Junto a Mercedes Sola (1879-1923) y Ana Roque de Duprey (1853-1933), fue una reconocida feminista que en 1917, participó de la fundación de la Liga Femínea Puertorriqueña, la primera organización adscrita a este movimiento en dicho país.
En su labor como activista, fue junto a Ana Roque, Beatriz Lassalle, Carmen Gómez y Olivia Paoli, una de las artífices de la campaña sufragista en Puerto Rico; en este marco, fue una de las fundadoras de la Asociación Puertorriqueña de Mujeres Sufragistas. Además, fue la redactora del primer memorándum destinado a legislatura de su país en pro del derecho al voto femenino.
En 1907, fue parte de la primera promoción que se graduó desde la Universidad de Puerto Rico. Por otro lado, junto a María Cadilla fue una de las fundadoras de la Asociación de Mujeres graduadas de tal institución, agrupación que buscaba aumentar la inserción de la mujer en diversos ámbitos del quehacer nacional. En 1932, el Partido liberal la nominó para el Senado, para posteriormente ser elegida para tal cargo por voto popular junto a María Luisa Arcelay.